# Langur duk
Langur duk (Pygathrix nemaeus) je kriticky ohrožená opice z čeledi kočkodanovitých. Patří k nejpestřeji zbarveným opicím, typickým znakem jsou červené „podkolenky” a bílé „rukavičky”. Nepřehlédnutelný je rovněž mohutný věnec bílých vousů lemujících zlatě zbarvenou tvář.

## Areál výskytu
Langur duk žije v jihovýchodní Asii. Jeho domovem je střední a jižní Laos a střední Vietnam, byl nalezen i v severní Kambodži.
Obývá především horní patro listnatých lesů až do 1600 m n. m.

## Popis

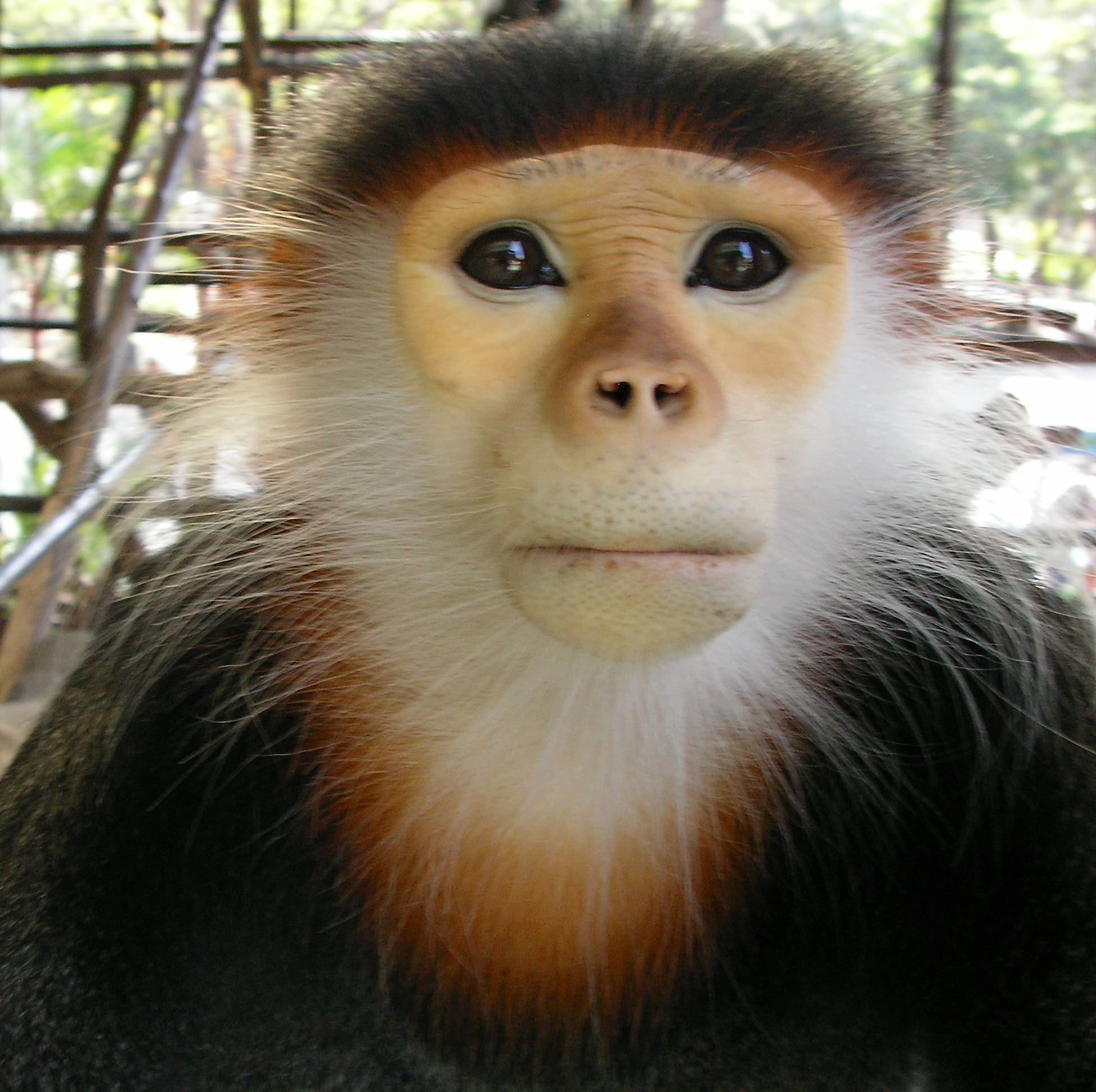
Langur duk – detail hlavy

Langur duk je větší opice s ocasem dlouhým zhruba jako tělo. Nohy jsou jen o málo delší než ruce. Nos je plochý, velké oči mandlového tvaru jsou viditelně sešikmené. Obličej je zlatý až zlatohnědý, tváře a brada jsou olemovány bílými vousy, u samců mohutnějšími. Hedvábně lesklá srst je krátká a hustá. Hlava a hřbet jsou modrošedé, předloktí bílá, nohy od kolen níže červené až červenohnědé. Kolem krku se nacházejí dva barevné kruhy, bílý a červenošedý. Srst na břiše je světle šedá, někdy až bílá. Ocas je bílý, zakončený střapcem. Zbarvením se samec od samice příliš neliší; mladí jsou světlejší, plného zbarvení dosahují v 10 měsících.
Průměrná délka těla samce (bez ocasu) je 61 cm, samice 54,5 cm. Průměrná hmotnost samce je 11 kg, samice 8,44 kg.
Chůze je kvadrupédní (po čtyřech), pohyb na stromech semibrachiální. Většinu času tráví na stromech, na zem sestupují jen výjimečně.

## Biologie a ekologie
Languři dukové jsou skupinová zvířata, skupina je obvykle tvořena jedním nebo více dominantními samci a větším počtem samic s mláďaty. Průměrný počet jedinců ve skupině je 19. Teritorium languří skupiny má rozlohu 1,5–3,5 km². K nocování slouží skupině vyšší stromy s hustou korunou. V zajetí spí společně, přitulení k sobě.

### Potrava
Langur duk se živí především listím, v menší míře pojídá ovoce, semena, pupeny a květy.

### Rozmnožování
Menstruační cyklus trvá 26,4 dne, samotná říje 2–3 dny. Okolí vulvy a análního otvoru se zbarví červeně, u oplodněných samic takto zbarvené zůstává. Březost trvá 180 až 200 dní.
U zdokumentovaných porodů vážili narození samci průměrně 324 gramů, samice 463 gramů. Mláďata se rodí vidící a již osrstěná, obličej je však černý, pouze se světlejšími proužky pod očima. „Dospělé“ zbarvení se objevuje až ve věku 8 až 12 měsíců.
Dožívá se asi 25 let.

## Ochrana

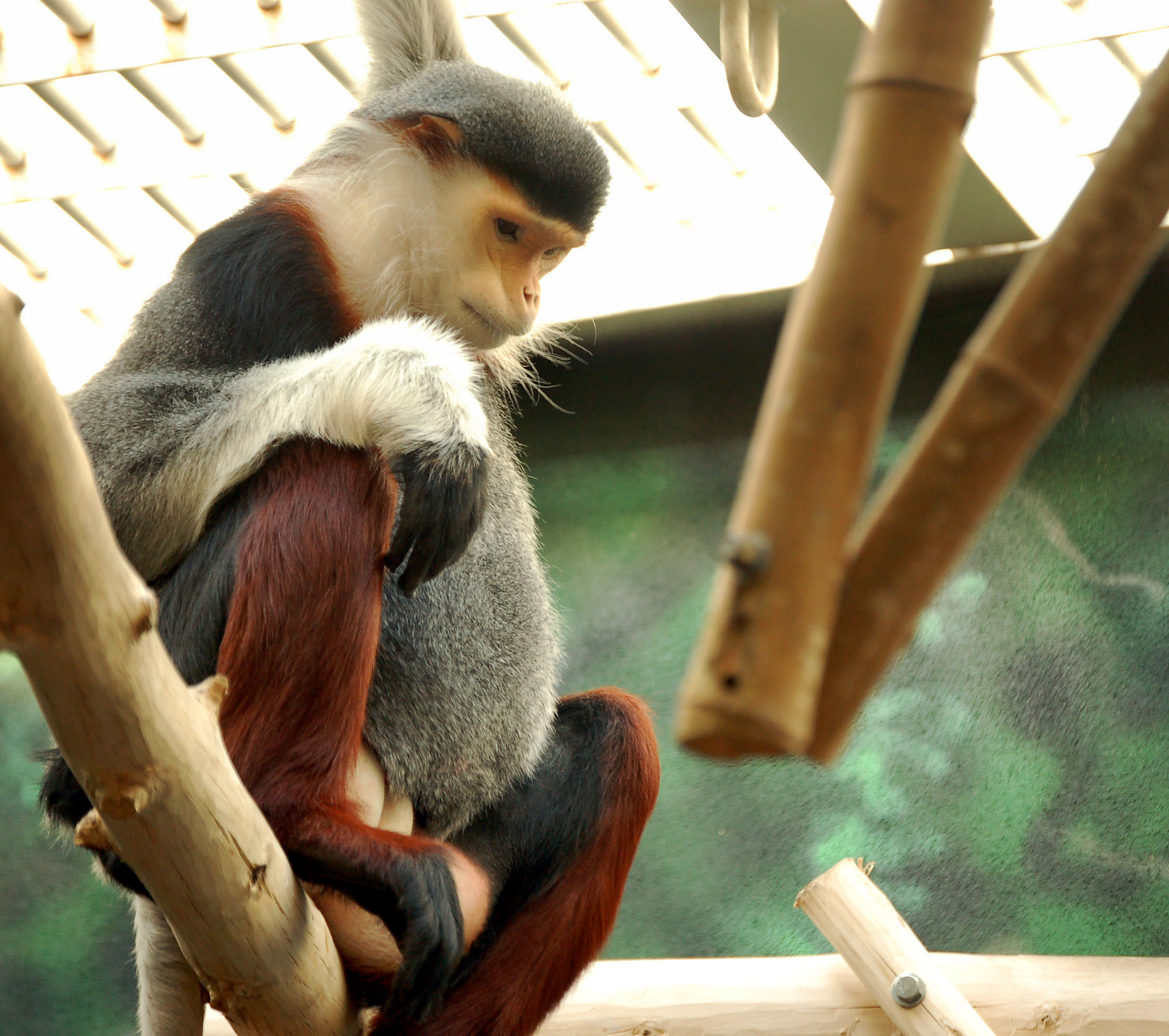
Langur duk v zoo ve Filadelfii

Langur duk je uveden v Příloze I CITES mezi druhy, se kterými je veškerý mezinárodní obchod zakázán. Mezinárodní svaz ochrany přírody (IUCN) druh klasifikuje jako kriticky ohrožený.
Druh ohrožuje především nelegální lov, jak kvůli využití v tradiční asijské medicíně, tak na mezinárodní černý obchod s ohroženými druhy. Obchodní trasy pytláků vedou především z Laosu do Thajska a Vietnamu a odtud případně dále. Dalším rizikovým faktorem je budování dopravní infrastruktury a přesidlování obyvatelstva jak v Laosu, tak především ve Vietnamu, což vede ke zmenšování areálu vhodného k obývání.
V Záchranném centru pro ohrožené primáty ve vietnamském Národním parku Cúc Phương probíhá program zaměřený na odchov a rozmnožování těchto opic.

## Chov v zoo
Langur duk je v zoologických zahradách velkou vzácností, k říjnu 2016 se nacházelo v zoologických zahradách na celém světě pouhých 38 jedinců, přičemž jen pět mimo Asii (včetně tří níže zmíněných).
V České republice chová tyto primáty od roku 2016 ZOO Chleby, o. p. s. Samec a dvě samice sem přicestovali z Thajska.